# Джеремі Ясаса
Джеремі Ясаса (нар. 27 березня 1985) — папуаський футболіст, захисник клубу «Хекарі Юнайтед» та збірної Папуа Нової Гвінеї.

## Клубна кар'єра
Футбольну кар'єру Джеремі Ясаса розпочав у 2008 році в клубі «Хекарі Юнайтед». У складі клубу він двічі ставав переможцем національного чемпіонату, в 2009 та 2010 роках, а також переможцем Ліги чемпіонів ОФК 2010 року. З 2010 по 2014 рік виступав у клубі «Істерн Старз», у складі якого в сезонах 2010/11 та 2011/12 років ставав срібним призером Національної Соккер Ліги. В 2014 році повернувся до «Хекарі Юнайтед».

## Кар'єра в збірній
У збірній Папуа Нової Гвінеї Джеремі дебютував у 2011 році. У 2012 році в складі збірної він виступав на Кубку націй ОФК 2012 року, який також був частиною кваліфікаційного раунду до Чемпіонату світу з футболу 2014 року. Загалом у складі національної збірної Джеремі Ясаса зіграв 10 поєдинків та відзначився 2 голами.

## Досягнення
- Національна Соккер Ліга ПНГ:
  -  Чемпіон (2): 2009, 2010 (у складі «Хекарі Юнайтед»)
  -  Срібний призер (2): 2011, 2012 (у складі «Істерн Старз»)

- Срібний призер Кубка націй ОФК: 2016